# 7. Unterseebootsflottille
La 7. Unterseebootsflottille, également connue sous le nom de Unterseebootsflottille Wegener, était la 7e flottille de sous-marins allemands de la Kriegsmarine pendant la Seconde Guerre mondiale.
Fondée à Kiel le 25 juin 1938 et placée sous le commandement du korvettenkapitän Werner Sobe, elle fut baptisée Unterseebootsflottille Wegener en l'honneur du Kapitänleutnant Bernd Wegener (de), un commandant d'U-Boot de la Première Guerre mondiale, et exista sous ce nom jusqu'en août 1940.
En septembre 1940, la flottille 7. Unterseebootsflottille quitta son port d'attache à Kiel et fut affectée à la base sous-marine de Saint-Nazaire (France) comme flottille de combat (Frontflottille) sous le commandement du korvettenkapitän Herbert Sohler (en). Le premier bateau de la flottille qui parvint à Saint-Nazaire fut l'U-46 de l'Oberleutnant Engelbert Endrass le 29 septembre 1940.
En septembre 1944, la plupart des U-Boote quittèrent Saint-Nazaire pour la Norvège. Le dernier à quitter Saint-Nazaire fut l'U-267 le 23 septembre 1944. Seul l'U-255 resta à Saint-Nazaire à cause de problèmes techniques. Le 30 avril 1945, après l'installation d'un Schnorkel, le bateau sous le commandement du korvettenkapitän Adolf Piening (en) posa des mines au larges des Sables-d'Olonne. L'U-255 quitta Saint-Nazaire le 7 mai 1945 et se rendit aux forces alliées cinq jours plus tard en pleine mer.

## Affectations
- Juin 1938 à septembre 1939 : Kiel ;
- Septembre 1940 à mai 1941 : Kiel/Saint-Nazaire;
- Juin 1941 à mai 1945 : Saint-Nazaire.

## Commandement
| Nom                 | Grade            | Début          | Fin            |
| Ernst Sobe          | Korvettenkapitän | Juin 1938      | Décembre 1939  |
| Hans-Rudolf Rösing  | Korvettenkapitän | Janvier 1940   | Mai 1940       |
| Herbert Sohler (en) | Kapitänleutnant  | Mai 1940       | Septembre 1940 |
| Herbert Sohler (en) | Korvettenkapitän | Septembre 1940 | Février 1944   |
| Adolf Piening (en)  | Korvettenkapitän | Mars 1944      | Mai 1945       |

## Unités
La flottille a reçu 111 unités durant son service, comprenant des U-Boot de type VII B, C et C/41 et de type UA.
Unités de la 7. Unterseebootsflottille:
- U-45, U-46, U-47, U-48, U-49
- U-50, U-51, U-52, U-53, U-54, U-55.
- U-69
- U-70, U-71, U-73, U-74, U-75, U-76, U-77
- U-88
- U-93, U-94, U-95, U-96, U-97, U-98, U-99
- U-100, U-101, U-102, U-133, U-135
- U-207, U-221, U-224, U-227, U-255, U-265, U-266, U-267, U-274, U-278, U-281, U-285
- U-300, U-303, U-310, U-338, U-342, U-358, U-359, U-364, U-381, U-382, U-387, U-390, U-397
- U-403,, U-406, U-410, U-427, U-434, U-436, U-442, U-448, U-449, U-453, U-454, U-455
- U-551, U-552, U-553, U-567, U-575, U-576, U-577, U-578, U-581, U-593, U-594
- U-602, U-607, U-617, U-618, U-624, U-641, U-647, U-650, U-662, U-667, U-678
- U-702, U-704, U-707, U-708, U-710, U-714, U-751, U-765
- U-962, U-969, U-974, U-976, U-980, U-985, U-988, U-994
- U-1004, U-1191, U-1192
- U-A